# Estrecho Frozen
El estrecho Frozen (en inglés: Frozen Strait, que literalmente quiere decir «estrecho helado») es un estrecho localizado en el norte de Canadá, entre las tierras continentales de la parte meridional de la península de Melville y la costa septentrional de la isla Southampton, casi en el círculo polar ártico. Conecta la bahía Repulse, al final del Roes Welcome Sound, con la cuenca Foxe. Las aguas y las riberas del estrecho pertenece al Territorio Autónomo de Nunavut.
El estrecho tiene 80 km de largo, y de 19 a 32 km de ancho, y en su parte central está flanqueado por dos importantes islas, isla White (789 km²), al oeste, e isla Vansittart (997 km²), al este.

## Historia
Fue reconocido por vez primera por el inglés Christopher Middleton, capitán de la Royal Navy, en su expedición de 1742 a bordo del Furnace a la búsqueda del Paso del Noroeste.
En 1836, el también capitán británico George Back, al mando del HMS Terror, quedó atrapado por el hielo en aguas del estrecho Frozen durante 10 meses y no logró alcanzar, como pretendía, la bahía Repulse ni realizar la expedición planeada por la Royal Navy.

## Fauna
En el estudio de 1974 de Gillies W. Ross Distribution, Migration, and Depletion of Bowhead Whales in Hudson Bay, 1860 to 1915 («Distribución, migración, y agotamiento de la ballena boreal en la bahía de Hudson, 1860 a 1915»), se sugiere que la ballena boreal parecía migrar en primavera y en otoño a través del Roes Welcome Sound, pero la posibilidad de que migrasen realmente a través del Estrecho Frozen no se puede descartar.